# Китайська смугастошийна черепаха
Китайська смугастошийна черепаха (Mauremys sinensis) — вид черепах із роду Водяні черепахи родини Азійські прісноводні черепахи. Інша назва «квіткова черепаха».

## Опис
Завдовжки карапакс досягає 20—27 см. Спостерігається статевий диморфізм: самиці більші за самців. Голова помірного розміру, вигнута, очі великі. Карапакс має еліптичну форму. На ньому розташовано 3 кіля, що особливо помітні присутні у молодих черепах. Зазвичай ці кілі з віком зникають. Перетинка поміж карапаксом і пластроном добре розвинена. Пластрон великий, витягнутий. Самці мають доволі товсті та довгі хвости. На пальцях присутні розвинені плавальні перетинки.
Голова, шия оливкові зверху й жовтуваті знизу із 8 вузькими жовтими або блідо—зеленими смужками з темними краями. Щелепи й підборіддя кремові. Забарвлення карапаксу змінюється від червонувато—коричневого до чорного з жовтою облямівкою щитків, особливо у молодих черепах. На кілях також присутній жовтий колір, що зникає з віком. Пластрон й перетинка кремового або жовтого забарвлення з великими темними плямами на кожному щитку. Кінцівки оливкові з безліччю жовтих смуг.

## Спосіб життя
Полюбляє різні водойми з повільним перебігом, м'яким ґрунтом і рясною рослинністю. Часто гріється на березі. Харчується фруктами, ягодами, зеленю, рибою, дощовими хробаками, водними рослинами.
Статева зрілість настає у 6 років. Самиця у квітні відкладає від 5 до 20 овальних яєць розміром 40×25 мм. Інкубаційний період триває 2 місяці. У новонароджених черепашенят є трикілевий карапакс завдовжки 35 мм, а також довгий хвіст.

## Розповсюдження
Мешкає у південному Китаї: Гуандун, Гуансі, Фуцзянь, Чжецзян, Цзянсу, Сучжоу, Квантунг, Шанхай, о. Хайнань. також часто зустрічається на Тайвані, у північному В'єтнамі, Лаосі.